# Slatina (ort i Tjeckien, Plzeň)
Slatina är en ort i Tjeckien.   Den ligger i regionen Plzeň, i den västra delen av landet, 90 km sydväst om huvudstaden Prag. Slatina ligger 488 meter över havet och antalet invånare är 115.
Terrängen runt Slatina är platt. Runt Slatina är det ganska tätbefolkat, med 72 invånare per kvadratkilometer. Närmaste större samhälle är Strakonice, 18,1 km sydost om Slatina. Trakten runt Slatina består till största delen av jordbruksmark.